# Пинту ду Амарал, Фернанду
Фернанду Пинту ду Амарал (порт. Fernando Pinto do Amaral, 12 мая 1960, Лиссабон) — португальский писатель, поэт, переводчик и литературовед, критик, эссеист, педагог.

## Биография
Отец — врач, мать — актриса. Учился на медицинском факультете Лиссабонского университета, перешел на филологический, который закончил в 1987 по отделению романских литератур и где в настоящее время преподает. Составитель нескольких антологий португальской литературы. Руководит Национальной программой развития чтения Министерства образования Португалии ().

## Творчество
Перевел Цветы зла Бодлера (премия ПЕН-клуба Португалии и Португальской ассоциации переводчиков), Сатурнические стихи Верлена, стихотворения Борхеса. Автор нескольких книг стихов для детей.

## Произведения

### Поэзия
- Acédia/ Ацедия (1990)
- A Escada de Jacob/ Лествица Иакова (1993)
- Às Cegas/ Вслепую (1997)
- Poesia Reunida/ Собрание стихотворений (2000)
- Pena suspensa/ (2004)
- A Luz da Madrugada/ Утренний свет (2007)

### Проза
- Área de Serviço e Outras Histórias de Amor/ Сфера обслуживания и другие рассказы о любви, новеллы (2006)
- O Segredo de Leonardo Volpi/ Секрет Леонарду Волпи, роман (2009)

### Эссе
- O Mosaico Fluido — Modernidade e Pós-Modernidade na Poesia Portuguesa Mais Recente/ Подвижная мозаика (1991, премия ПЕН-клуба Португалии)
- Na Órbita de Saturno: cinco ensaios e uma paráfrase/ На орбите Сатурна (1992)

## Признание
Лауреат нескольких литературных премий. Премия Гойя (2008) в номинации Лучшая оригинальная песня за Фаду тоски, исполненную в фильме Карлоса Сауры Фаду.